# Massimo Gargia
Massimo Gargia, né le 20 août 1940 à Naples, est un organisateur d'évènements italien. Personnalité de la jet set, il travaille dans les relations publiques.

## Biographie
Massimo Gargia est issu d’une famille napolitaine, son père est ingénieur. À 18 ans, il devient un gigolo mondain, amant de femmes plus âgées que lui. Il poursuit ses études, et il obtient une licence en droit à l’université de Naples. Il aura par la suite des liaisons avec Françoise Sagan et Greta Garbo. Il est un grand ami de Gina Lollobrigida.
À partir des années 1970, il se partage entre Rome et Paris et entreprend la profession de chargé de relations publiques. En 1978, il fonde et dirige le magazine The Best, et, avec le playboy et public relations man italien Giorgio Pavone, fonde le trophée The Best qui récompense chaque année à Paris les personnalités les plus en vue du monde de l'élégance.
En 1985, il tient un petit rôle aux côtés d’Alberto Sordi dans le film Sono un fenomeno paranormale de Sergio Corbucci. Il a également tourné dans le film Milady, avec Arielle Dombasle, puis dans un épisode de Sous le soleil.
En 1991, il se marie à Rome avec Francine Crescent, ancienne rédactrice en chef de Vogue France de 1961 à 1984. Elle meurt le vendredi 9 mai 2008 à Paris d’une forme rare de la maladie de Parkinson. C’est pour lui assurer des soins médicaux à domicile qu'en 2004, Massimo Gargia avait participé à l’émission de télé-réalité La Ferme Célébrités où il abandonna.
En 2004 également, il enregistre une parodie jet set du tube du groupe O-Zone, Dragostea Din Tei, sous le titre Ma Ce Ki ? Massimo qui se classera à la quatre-vingtième place des meilleures ventes de single de l'année 2004.
En 2008, il est membre du jury de l'élection de Mister France.
Depuis 2009, il préside le jury du concours et de l'émission Top Model Belgium présentée par Jérémy Urbain et Adriana Karembeu.
En 2017, il obtient le poste de vice-président de l'élection Mister National.

## Ouvrages
(septembre 2024).
- Jet-Set, mémoires d’un play-boy international avec Allan Starkie, éd. Michel Lafon, 2000  (ISBN 978-2840985891)
- Guide de survie dans la Jet-Set, éd. Flammarion, 2004  (ISBN 978-2080684806)
- Le Journal de Massimo : l’année d’un jet-setteur, éd. Michel Lafon, 2004  (ISBN 978-2749901251)
- Nos amies les stars : quarante ans de rencontres, éd. Flammarion, 2005  (ISBN 978-2080688149)
- Le Guide du millionnaire, éd. Favre Sa, 2007  (ISBN 978-2828909529)
- La femme de ma vie, éd. Michel Lafon, 2008
- La double vie, éd. Favre, 2018